# Krafton
Krafton Inc. (tiếng Hàn Quốc: 주식회사 컴퍼니 크래프톤), cách điệu KRAFTON, trước đây tên Bluehole, là một công ty Hàn Quốc phát triển và phân phối trò chơi điện tử có trụ sở tại Bundang-gu, Seongnam. Được thành lập bởi Chang Byung-gyu tại Seoul vào tháng 3 năm 2007, công ty được biết đến với quá trình phát triển các sản phẩm TERA, PUBG: Battlegrounds và NEW STATE Mobile, hai phần cuối cùng thông qua công ty con PUBG Studios. Tháng 11 năm 2018, bộ phận Bluehole được tổ chức lại thành công ty con dưới quyền công ty mẹ: Krafton. Theo Forbes, Chang có tài sản ròng lên tới 2,9 tỷ USD và là một trong bảy tỷ phú chơi điện tử ở Hàn Quốc.

## Lịch sử
Sau thành công của trò chơi PlayerUnknown's Battlegrounds dẫn đến cả khoản đầu tư từ Tencent Holdings, cũng như việc mở rộng và mua lại nhiều studio, Bluehole đã chọn thành lập nên Krafton vào ngày 5 tháng 11 năm 2018, để phục vụ như một công ty holding cho những tài sản trò chơi điện tử của mình. Danh xưng "Krafton" được chọn dựa trên tên của các bang hội làm nghề thủ công thời Trung Cổ. Ông Kim Chang-han, Giám đốc điều hành của PUBG Corporation (nay là PUBG Studios) đã phát triển PlayerUnknown's Battlegrounds, được bổ nhiệm làm Giám đốc điều hành cho công ty Krafton.
Công ty đã công bố kế hoạch đăng kí phát hành cổ phiếu lần đầu ra công chúng vào tháng 7 năm 2021, nộp hồ sơ chấp thuận ban đầu để niêm yết trên Sở giao dịch chứng khoán Hàn Quốc vào tháng 4 năm 2021. Công ty có kế hoạch huy động 5,6 nghìn tỉ ₩ (933,296 nghìn tỉ đồng), với mức định giá thị trường là 30 nghìn tỉ ₩ (53,76 nghìn tỉ đồng). IPO được tổ chức vào ngày 10 tháng 8 năm 2021; trong khi giá trị của nó giảm 8,8% so với giá chào bán ban đầu khi kết thúc giao dịch, nó vẫn kết thúc với Krafton được định giá lên đến 19,32 tỉ đô la Mỹ (452,416 nghìn tỉ đồng).
Cổ phiếu của một số công ti trò chơi điện tử Trung Quốc và nước ngoài đã giảm do các hạn chế mới của chính phủ Trung Quốc, bao gồm cả Tencent, công ti trò chơi điện tử lớn nhất Trung Quốc và là nhà cung cấp cho nhiều công ti nước ngoài phát hành trò chơi ở nước họ. Trò chơi điện tử được xem như một loại 'ma túy điện tử' và 'thuốc phiện tinh thần', đặc biệt là trò chơi bắn súng, mà theo chính phủ Trung Quốc là khuyến khích bạo lực. Trung Quốc đại lục là một thị trường rất quan trọng đối với trò chơi điện tử do mật độ dân số của quốc gia này, do đó sự sụp đổ của các công ty như vậy đang tàn phá cả những công ty trò chơi điện tử khác, bao gồm cả Krafton.

## Công ty con
Bluehole đã mua lại một số studio phát triển phần mềm kể từ khi thành lập. Vào ngày 5 tháng 11 năm 2018, tất cả các công ty con đều được tổ chức lại dưới một công ty mẹ: Krafton Game Union.

### Bluehole Studio

Bluehole Studio được thành lập tại Seoul vào tháng 3 năm 2007 bởi Chang Byung-gyu. Ông Chang trước đó đã lập ra hãng Neowiz năm 1997, cùng với bảy người đồng sáng lập khác, chuyển sang thành lập nhà phát triển công cụ tìm kiếm tên First Snow vào năm 2005, rồi bán liên doanh đó vào năm 2006. Công ty thông báo vào ngày 22 tháng 4 năm 2015 rằng họ đổi tên thành Bluehole.
Tháng 8 năm 2017, công ty holding Tencent (Trung Quốc) thông báo rằng họ đã đầu tư một số tiền không tiết lộ vào Bluehole, sau khi bị từ chối mua lại.
 Bluehole ban đầu phủ nhận rằng họ không thực hiện bất cứ khoản đầu tư nào cả, nhưng sau đó lại tuyên bố rằng mình đang đàm phán với Tencent trong nhiều quan hệ đối tác, bao gồm cả việc công ty Tencent mua lại cổ phần của Bluehole. Sau đó, Tencent chính thức mua lại 1,5% cổ phần của Bluehole với tổng trị giá 70 tỉ ₩. Tencent tái xác nhận ý định mua lại toàn bộ Bluehole của họ vào tháng 11 năm 2017. Tạp chí Hàn Quốc The Korea Times gợi ý rằng đợt phát hành công khai lần đầu mà qua đó Bluehole sẽ trở thành một công ty đại chúng, là "nằm ngoài dự đoán" do Chang Byung-gyu đã đảm nhận vị trí chủ tịch của cả Bluehole và Ủy ban Cách mạng Công nghiệp lần thứ tư. Vào thời điểm đó, 38 Communications, một công ty chuyên theo dõi cổ phiếu chưa niêm yết của Hàn Quốc, đã định giá Bluehole ở mức 5.2 nghìn tỉ ₩. Tencent có kế hoạch đầu tư thêm 500 tỉ ₩ để có thêm 10% quyền sở hữu, nâng tổng cổ phần của họ lên 11,5%.

### PUBG Studios

PUBG Studios (trước đây là Ginno Games, Bluehole Ginno Games hay PUBG Corporation) là một studio nội bộ Bluehole, đã phát triển một trong
những trò chơi battle royale nổi tiếng nhất, PlayerUnknown's Battlegrounds (PUBG), dựa trên các mod do người dùng tạo trong một số trò chơi khác của Brendan "PlayerUnknown" Greene và người được PUBG Studios thuê để phát triển nó thành một tựa game đủ lông đủ cánh. Ban đầu, Ginno Games được lập ra bởi Kim Chang-han nhằm phát triển sản phẩm MMO, nhưng vào khoảng năm 2014, ông buộc phải sa thải tới một phần ba nhân viên của mình, do sản phẩm cuối cùng của họ đã không hoạt động tốt. Ông bán Ginno Games cho Bluehole vào ngày 27 tháng 1 năm 2015, việc bán lại này kết thúc vào ngày 27 tháng 3 năm đó. Vào thời điểm này, Ginno Games có tổng 60 nhân viên. Ginno Games đổi lại tên công ty của họ thành Bluehole Ginno Games vào tháng 5 năm 2015. Ngay sau khi Bluehole mua lại vào năm 2015, Chang-ha đã liên hệ với Greene để đề nghị ông này hỗ trợ xây dựng battle royale của mình tại chính Bluehole Ginno, rồi cũng được Greene chấp nhận. PUBG lần đầu tiên được phát hành dùng sớm vào tháng 3 năm 2017, như một trò chơi đã rất phổ biến từ trước. Tiếp nối thành công rực rỡ của PUBG vào năm 2017, Bluehole Ginno Games đã đổi tên thành PUBG Corporation vào tháng 9 năm 2017.
Văn phòng thứ hai được thành lập tại Madison, Wisconsin vào cuối năm 2017, sau đó tiếp tục thêm hai văn phòng tiếp theo ở Amsterdam và Nhật Bản. Ngày 12 tháng 3 năm 2018, PUBG Corporation mua lại studio MadGlory có trụ sở tại thành phố New York, đổi tên thành PUBG MadGlory.
Greene, đặt trụ sở tại văn phòng Seoul của PUBG Corporation, đã rời bộ phận này vào tháng 3 năm 2019 để có thể lãnh đạo một công ty con mới, PUBG Special Projects, tại văn phòng Amsterdam, sau đó đổi tên thành PUBG Productions. PUBG Productions đã công bố phần Prologue trò chơi đầu tiên của họ tại The Game Awards 2019 vào tháng 12. Không có liên quan gì đến Battlegrounds, Prologue được coi là cuộc khám phá về lối chơi và công nghệ, đồng thời được cho là "mang đến cho người chơi những trải nghiệm độc đáo và đáng nhớ, mỗi khi họ chơi game".
Vào cuối năm 2019, Tencent Games đã công bố một số kế hoạch lớn cho PUBG trong tương lai sắp tới của thị trường Ấn Độ nói riêng, cũng như eSports nói chung của họ.
Krafton đã hợp nhất hoàn toàn PUBG Corporation vào hệ thống studio nội bộ của họ vào tháng 12 năm 2020, đổi tên đội thành PUBG Studios.
Vào ngày 9 tháng 11 năm 2020, đã có thông báo rằng Krafton sẽ tham gia G-Star 2020 để giới thiệu trò chơi trực tuyến nhiều người chơi sắp tới của họ là Elyon thông qua Krafton, một chương trình thực tế thể thao điện tử, nơi những người nổi tiếng và streamer sẽ vào một ngôi trường đặc biệt chuyên về tiến hành battleground các tập và tán gẫu  liên quan đến PUBG Series 3. Những nhân vật của công chúng, Tống Vũ Kỳ đến từ (G)I-dle và Ailee, cùng những streamer Chyo Man và Choi Kwang-won đã xuất hiện trong chương trình này.
Vào tháng 9 năm 2020, Chính phủ Ấn Độ ra lệnh cấm PUBG Mobile tại quốc gia này, cùng với một số ứng dụng do mọi nhà cung cấp Trung Quốc đại lục phát hành, trong trường hợp này là Tencent Games, do các vấn đề về quyền riêng tư dữ liệu. Để phát hành lại trò chơi ở Ấn Độ, Krafton giành lại quyền kiểm soát Sở hữu trí tuệ (IP) của trò chơi cho khu vực Ấn Độ từ Tencent. Một phiên bản mới về mặt thẩm mĩ của PUBG Mobile, là Battlegrounds Mobile India, được ra mắt vào ngày 2 tháng 7 năm 2021 cho Android và vào ngày 18 tháng 8 năm 2021 cho iOS. Lần này trò chơi Krafton, Inc. đứng ra đại diện phát hành.
Vào tháng 2 năm 2021, PUBG Studios thông báo về việc phát triển PUBG: New State, phần thứ hai trong vũ trụ PUBG Universe, lấy bối cảnh trong tương lai (2051). Drone, khiên, tùy chỉnh vũ khí, điểm tham quan bằng đèn neon, hồi sinh đồng đội và 'chiêu mộ' kẻ thù bị hạ gục chỉ là một số cơ chế mới trong PUBG: New State. Vào cuối tháng 10, Krafton đã công khai thông qua một đoạn giới thiệu rằng trò chơi sẽ được phát hành vào ngày 11 tháng 11 năm 2021 và thông qua một thuyết trình rằng cho đến nay trò chơi đã vượt quá 55 triệu lượt đăng kí dùng trước trên Google Play và App Store.
Ngày 11 tháng 11 năm 2021, PUBG: New State đã được phát hành thành công trên toàn thế giới.
Tới ngày 27 tháng 1 năm 2022, một sự thay đổi tên được công bố, từ tên gọi "PUBG: New State" sang được gọi là "New State Mobile", theo Krafton, điều này được thực hiện để có thể tạo ra một trải nghiệm độc đáo, tập trung vào thiết bị di động và thông qua sự thay đổi đó, họ dang dần đưa nó vào thực tế. Thay đổi sau đó đã có hiệu lực trên tất cả các nền tảng.

### Striking Distance Studios
Vào tháng 6 năm 2019, một studio mới có tên là Striking Distance được mở cùng với Glen Schofield, người đồng sáng lập của Sledgehammer Games. Striking Distance do Schofield đứng đầu là Tổng giám đốc điều hành, được thiết lập để phát triển các trò chơi theo hướng tường thuật, dựa trên PUBG. Sản phẩm đầu tiên của studio là The Callisto Protocol, một trò chơi kinh dị sinh tồn (sau không còn nữa) lấy bối cảnh trong vũ trụ tương lai tại nhà tù Black Iron. Dự án này được thiết lập để phát hành vào năm 2022. Striking Distance Studios có trụ sở chính tại San Ramon, California.

### RisingWings
RisingWings là một công ty phát triển trò chơi điện tử được thành lập bởi sự hợp nhất của hai nhà Pnix và Delusion. RisingWings chịu trách nhiệm cho các tựa game Archery King, Golf King, Castle Craft: World War và một số trò chơi di động khác. RisingWings có trụ sở tại Seoul.

### Dreamotion Inc.
Dreamotion là một công ty phát triển trò chơi điện tử của Hàn Quốc, thành lập vào tháng 7 năm 2016. Họ là nhà phát triển và phát hành của tựa game GunStrider: Tap Strike, Road to Valor: World War II và Ronin: The Last Samurai, cùng một số sản phẩm khác. Dreamotion được Krafton mua lại vào ngày 13 tháng 5 năm 2021. Dreamotion có trụ sở chính tại Seal Beach, California.

### Thingsflow
Thingsflow Inc., một công ty sản xuất nội dung tương tác nổi tiếng với Hellobot, một nền tảng nội dung tán gẫu cho phép người dùng tương tác với các nhân vật do bot điều khiển, thông qua các ứng dụng và dịch vụ nhắn tin chuyên dụng. Tính đến tháng 5 năm 2021, Hellobot có hơn bốn triệu người dùng trên khắp Hàn Quốc và Nhật Bản. Vào ngày 29 tháng 6 năm 2021, công ty này được mua lại bởi Krafton.

### Unknown Worlds Entertainment
Unknown Worlds Entertainment, có trụ sở tại San Francisco, California, là một công ty được thành lập vào năm 2001, nổi tiếng với việc phát triển các trò chơi như Natural Selection, Subnautica, Zen of Sudoku, v.v. Công ty này đã được mua lại bởi Krafton vào tháng 10 năm 2021.

### 5minlab Corporation
5minlab là một công ty Hàn Quốc được thành lập vào năm 2013, được biết đến với việc phát triển Smash Legends, Baam Squad, Toy Clash, v.v. Công ty này cũng được biết đến với việc phát triển hệ thống phát trực tiếp Q&A, cung cấp phần mềm và nội dung AR / VR cho nhiều tập đoàn và công ty phát sóng lớn. Công ty này được mua lại bởi Krafton vào tháng 2 năm 2022.

## Công ty con không còn tồn tại

### L-Time Games
L-Time Games được thành lập vào tháng 6 năm 2009. Thu hút được khoản đầu tư 2 tỉ ₩ và 5 tỉ ₩ từ các Đối tác đầu tư Knet và IMM Investments, công ty đã được mua lại và sáp nhập vào Bluehole vào tháng 1 năm 2014.

### Maui Games
Maui Games là một nhà phát triển trò chơi di động được thành lập vào năm 2013 bởi Woonghee Cho, trước đây là người đứng đầu bộ phận phát triển kinh doanh của Neowiz. Bluehole Studio thông báo vào ngày 16 tháng 1 năm 2015 rằng họ đang mua lại công ty, được hoàn thành vào tháng 10 năm đó. Tại cuộc họp cổ đông tháng 1 năm 2017 của Bluehole, quyết định rằng Maui Games sẽ tiến hành thanh lí và có hiệu lực ngay lập tức. Chín nhân viên của Maui Games, một phần nhỏ trong tổng số nhân viên của công ty đó, đã được tuyển dụng lại trực tiếp trong Bluehole.

### Pnix
Pnix (trước đây là Bluehole Pnix) là một nhà phát triển trò chơi di động. Công ty được thành lập với tên Pnix Games vào năm 2012. Bluehole thông báo rằng họ đã mua lại Pnix Games, cùng với Squall, vào ngày 22 tháng 4 năm 2015. Pnix Games đổi tên công ty thành Bluehole Pnix vào tháng 6 năm 2016. Tên công ty một lần nữa đổi thành Pnix vào năm 2018 sau khi được một công ty con của Krafton. Năm 2020, Pnix được hợp nhất với Delusion để tạo thành RisingWings.

### Squall
Squall (trước đây là Bluehole Squall) là một nhà phát triển trò chơi di động. Công ty được thành lập với tên Squall bởi Park Jin-seok, một thành viên sáng lập của Neowiz, vào năm 2013. Bluehole thông báo rằng họ đã mua lại Squall, cùng với Pnix Games, vào ngày 22 tháng 4 năm 2015. Squall đổi tên công ty của họ thành Bluehole Squall vào tháng 3 năm 2016. Tên công ty một lần nữa được đổi thành Squall vào năm 2018 sau khi là công ty con của Krafton. Nó đã bị Krafton đóng cửa sau những xung đột nội bộ vào năm 2020.

### Red Sahara Studio
Red Sahara Studio là một nhà phát triển trò chơi di động do Lee Ji-hoon đứng đầu. Vào ngày 12 tháng 3 năm 2018, Bluehole đã hoàn tất việc mua lại studio trong một thỏa thuận hoán đổi cổ phiếu. Red Sahara đang phát triển một trò chơi di động dựa trên TERA.

### Delusion
Delusion Studio được thành lập vào tháng 4 năm 2011 và do Kang Moon-chul đứng đầu. Vào ngày 22 tháng 6 năm 2018, Bluehole thông báo mua lại studio. Delusion đã phát triển các trò chơi di động như Guardian Stone, Jellipo, House of Mice và đáng chú ý nhất là Castle Burn. Năm 2020, Delusion được hợp nhất với Pnix để tạo thành RisingWings.

### En Masse Entertainment
En Masse Entertainment là chi nhánh xuất bản ở Bắc Mỹ của Krafton. Công ty được thành lập với tên gọi Bluehole Interactive vào tháng 6 năm 2008. Vào ngày 26 tháng 2 năm 2010, công ty thông báo rằng họ đã đổi tên công ty thành En Masse Entertainment.
Vào tháng 9 năm 2020, En Masse Entertainment thông báo rằng họ sẽ đóng cửa các văn phòng của mình sau 10 năm hoạt động trong ngành công nghiệp game, nơi mà Krafton đã quyết định sẽ phát hành phiên bản Console của TERA trên toàn cầu - đảm nhận vai trò tự xuất bản. của En Masse Entertainment, trong khi phiên bản PC sẽ được xuất bản bởi Gameforge.

## Trò chơi

### Trò chơi phát triển/phát hành dưới tên "Bluehole Studio"
| Năm  | Tựa đề                      | Phát triển      | Ghi chú                                                                                     |
| ---- | --------------------------- | --------------- | ------------------------------------------------------------------------------------------- |
| 2011 | TERA                        | Bluehole Studio | Chỉ để phát triển. Đóng cửa ngày 30 tháng 6 năm 2022.                                       |
| 2015 | Devilian                    | Bluehole Studio | Ban đầu được xuất bản bởi Devilian, sau đó là Krafton. Tắt máy chủ ngày 5 tháng 3 năm 2018. |
| 2017 | Mini Golf King              | Bluehole Studio |                                                                                             |
| 2017 | PUBG: Battlegrounds         | PUBG Studios    |                                                                                             |
| 2019 | Road to Valor: World War II | Bluehole Studio |                                                                                             |
| 2020 | Elyon                       | Bluehole Studio | Chỉ để phát triển.                                                                          |

### Trò chơi phát triển/xuất bản dưới tên "Krafton"
| Năm  | Tựa đề                | Phát triển                  | Ghi chú                                         |
| ---- | --------------------- | --------------------------- | ----------------------------------------------- |
| 2018 | PUBG Mobile           | LightSpeed & Quantum Studio | Chỉ là phát hành ở Hàn Quốc.                    |
| 2019 | Mistover              | Krafton                     |                                                 |
| 2021 | New State Mobile      | PUBG Studios                | Ban đầu phát hành với tên gọi "PUBG: New State" |
| 2021 | Thunder Tier One      | Krafton                     |                                                 |
| 2022 | The Callisto Protocol | Striking Distance Studios   |                                                 |